# Индиговые змеи
Индиговые змеи (лат. Drymarchon) — род змей из семейства ужеобразных, обитающих в Новом Свете. Научное название происходит от греч. Δρυμός — «лес» и греч. ἄρχων — «властитель».

## Описание
Общая длина представителей этого рода колеблется от 1,3 до 2,8 м. Наблюдается половой диморфизм — самцы крупнее самок. Голова маленькая. Туловище крепкое, стройное, с гладкой чешуёй. Окраска в основном чёрного цвета с различными оттенками (синего, серого, коричневого, жёлтого цветов). Брюхо гораздо светлее спины.

## Образ жизни
Населяют песчаные, лесистые места. Активны днём, питаются ящерицами, грызунами, земноводными, рыбой, змеями.

## Размножение
Это яйцекладущие змеи.

## Распространение
Обитают на юге США, Мексике, в Центральной Америке, на севере Южной Америки.

## Классификация
На август 2018 года в род включают 6 видов:
- Drymarchon caudomaculatus Wüster, Yrausquin & Mijares-Urrutia, 2001
- Drymarchon corais (Boie, 1827) — Индиговая змея, или индиговый уж
- Drymarchon couperi (Holbrook, 1842)
- Drymarchon kolpobasileus Krysko, Granatosky, Nuñez & Smith, 2016
- Drymarchon margaritae Roze, 1959
- Drymarchon melanurus (Duméril, Bibron & Duméril, 1854)